# 樫木祥子
樫木 祥子（かしき しょうこ、1993年11月9日 - ）は、日本の自転車ロードレース選手。チーム・イルミネイト（2018 - 2022）、オーエンス所属。

## 来歴
東京都出身。日本大学第二高等学校、2016年駒澤大学文学部歴史学科卒業
。ビル管理などの事業を手がける株式会社オーエンス所属。
小さい頃から水泳に取り組む。大学に進学し、トライアスロンをしたかったが、トライアスロン部がなく、代わりに自転車部に入り、ロードレースを始めた。
大学4年時、インカレロード優勝。大学卒業後、2018年から2022年までアメリカ籍のUCI女子コンチネンタルチームで活動。
2019年、アジア選手権ロードレース日本人最高位。2020年、全日本選手権ロードレース3位。
2021年全日本自転車競技選手権大会　個人タイムトライアル優勝。2020年東京オリンピックロードレースリザーブ。
2022年10月開催、全日本自転車競技選手権大会ロード・レースの女子エリートで優勝。個人タイムトライアルで2連覇。2023女子エリート強化選手
2023年4月、東京都の自転車安全利用TOKYOキャンペーン隊長に安田大サーカス団長とともに任命される
。10月、ジュニア育成プロジェクトを立ち上げ、クラウドファンディングで「自転車競技（ロード）ジュニア・U23女子育成。海外レースを経験させたい！」を実施し目標金額2,562,300円を達成させる（支援総額3,601,500円、140%）。

### 主な成績
2014年
- 世界大学選手権大会（ポーランド開催）10位[7]

2015年　
- 全日本学生選手権自転車競技大会個人女子ロード優勝
- JBCF湾岸クリテリウム2015 Fクラスタ優勝
- JBCF富士山ヒルクライムFクラスタ優勝
- JBCF栂池高原ヒルクライム優勝

2016年
- 世界大学選手権大会（3月、フィリピン開催）クリテリウム4位、ロードレース8位

2019年
- アジア自転車競技選手権大会ロードレース日本人最高位

2020年
- 全日本自転車競技選手権大会ロードレース3位

2021年　
- 全日本自転車競技選手権大会　個人タイムトライアル優勝

2022年10月
全日本自転車競技選手権大会
- ロード・レース女子エリート優勝
- 個人タイムトライアル優勝（2連覇）

2023年
- 台湾KOMチャレンジ優勝（4時間5分26秒94）